# Gorica pri Dobjem
Gorica pri Dobjem – wieś w Słowenii, w gminie Dobje. W 2018 roku liczyła 37 mieszkańców.